# Ikeda Elaiza

Ikeda Elaiza  (池田 エライザ Ikeda Eraiza, sinh ngày 16 tháng 4 năm 1996 tại Philippines) là một người mẫu và là người mẫu thời trang người Nhật gốc Philippines. Cô bắt đầu làm người mẫu vào năm 2009 sau khi đoạt giải "Grand Priz Nicola Model Audition 2009". Cha cô là người Nhật và mẹ cô là người Philippines gốc Tây Ban Nha.

## Danh mục phim

### Điện ảnh
- High School Debut (2011) – Takemoto
- Zekkyō Gakkyū (2013) – Ayaka Masuda
- The Virgin Psychics (2015) – Miyuki Hirano[7]
- Wolf Girl and Black Prince (2015) – Aki Tezuka
- Làm lại cuộc đời (2017) – Rena Kariu[8]
- Tori Girl (2017) – Kazumi Shimamura[9]
- Bow Then Kiss (2017) – Anne Kishimoto[10]
- The Many Faces of Ito (2018) – Satoko Aida (C)[11]
- Đảo của những chú chó (2018) - Punk Girl (American-German film)
- My Little Monster (2018) – Asako Natsume[12]
- Cherry Boys (2018) – Fueko Shaku
- Room Laundering (2018) – Miko Yakumo
- Sunny (2018) – Nana[13]
- Million Dollar Man (2018)
- Kakegurui The Movie (2019) - Kirari Momobami
- Sadako (2019) - Mayu Akikawa

### Truyền hình
ayu AkikawaM
- JK is a Snow Woman (2015) – Akane
- Shibuya Rei-chōme (2016) – Haru
- Chiiki-hatsu Drama (2016) – Rena
- Hokusai to Meshi Sae Areba (2016) – Ayako Arikawa[14]
- The Many Faces of Ito (2017) – Satoko Aida (C)
- Ai: Watashi to Kanojo to Jinkō Chinō (2017) – Momo Sakurai
- Boku wa Mari no Naka (2017) – Mari Yoshizaki
- Himana Joshidaisei (2017) – Mayu Mita[15]
- Kakegurui Season 1 (2018) - Kirari Momobami
- R134 / Shonan no Yakusoku (2018)
- Tourist (2018)
- Room Laundering (2018) - Miko Yakumo
- Ao to Boku (2018) - Shiori
- Designer Shibui Naoto no Kyuujitsu (2019)
- Futatsu no Sokoku (2019)
- Kakegurui Season 2 (2019) - Kirari Momobami
- Hidarikiki no Eren (2019) - Eren Yamagishi
- Followers (2020) - Natsume Hyakuta